# 陰陽

陰陽を表す太極図

陰陽（いんよう・おんよう・おんみょう、拼音: yīnyáng、英: yin - yang）とは、古代中国の思想に端を発し、森羅万象、宇宙のありとあらゆる事物をさまざまな観点から陰（いん）陽（よう）の二つのカテゴリに分類する思想及び哲学。陰と陽とは互いに対立する属性を持った二つの気であり、万物の生成消滅と言った変化はこの二気によって起こるとされる 。
このような陰陽に基づいた思想や学説を陰陽思想、陰陽論、陰陽説などと言い、五行思想とともに陰陽五行思想を構成した。

## 概要
原初は混沌（カオス）の状態であると考え、この混沌の中から、濁った暗黒の気、すなわち陰の気が下降してと地なる前に、澄んだ明白な気すなわち陽の気が上昇して天となった。この二気の働きによって万物の事象を理解し、また将来までも予測しようというのが陰陽思想である。
受動的、能動的な性質な性質に分類する。具体的には、陰・闇・暗・柔・水・冬・夜・植物・女、陽・光・明・剛・火・夏・昼・動物・男などに分けられる。これらは相反しつつも、一方がなければもう一方も存在し得ない。森羅万象、宇宙のありとあらゆる物は、相反する陰陽の二気によって消長盛衰し、陰陽の二気が調和して初めて自然の秩序が保たれる。
陰陽二元論は、この世のものを善一元化のために善と悪に分ける善悪二元論とは異なる。陰は悪ではなく、陽は善ではない。陽は陰が、陰は陽があってはじめて一つの要素となりえる。あくまで森羅万象を構成する要素に過ぎない。中国の戦国時代末期に五行思想と一体で扱われるようになり、陰陽五行思想となった。

## 特徴
陰陽互根陽があれば陰があり、陰があれば陽があるように、互いが存在することで己が成り立つ考え方。
陰陽制約提携律とも言い、陰陽が互いにバランスをとるよう作用する。陽虚すれば陰虚、陰虚すれば陽虚し、陽実すれば陰実、陰実すれば陽実する。
陰陽消長拮抗律とも言い、リズム変化である。陰陽の量的な変化である。陽虚すれば陰実、陰虚すれば陽実し、陽実すれば陰虚、陰実すれば陽虚する。
陰陽転化循環律とも言い、陰陽の質的な変化である。陽極まれば、無極を経て陰に転化し、陰極まれば、無極を経て陽に転化する。
陰陽可分交錯律とも言い、陰陽それぞれの中に様々な段階の陰陽がある。陽中の陽、陰中の陽、陽中の陰、陰中の陰。

## 展開
陰と陽とはもともと天候と関係する言葉であり、陰は曇りや日陰、陽は日差しや日向の意味として『詩経』などの古書に表れる。『春秋左氏伝』昭公元年に天の六気として陽・陰・風・雨・晦・明とあり、ここで陰陽は寒暑の要因と考えられ、また昭公四年には陽・陰・風・雨が季節を特徴づける気候の要因として扱われている。さらに『管子』幼官では明確に春の燥気・夏の陽気・秋の湿気・冬の陰気として寒暑の原因とされるとともに四季（四時）の気候が変化する要因として扱われている。これがやがて四時の気を統轄する上位概念となり、さらには万物の生成消滅と言った変化全般を司る概念、万物の性質を二元に分類する概念へと昇華されたと考えられる。

### 易経における陰陽

八卦爻と太極

『易経』の卦は6本の爻と呼ばれる棒によって構成されている記号であるが、爻には「⚊」と「⚋」の2種類あり、易伝によりそれぞれの属性は陰・陽に当てられ、陰爻と陽爻を3つ重ねた八卦、八卦を2つ重ねた六十四卦は森羅万象を表象すると考えられた。これにもとづき漢代では卦の象徴や爻の陰陽にもとづいて解釈する易学がなされた。また繋辞上伝には「太極→両儀→四象→八卦」という生成論が唱えられているが、両儀は天地あるいは陰陽、四象は四時、八卦は万物と解されている。
宋易（宋代に興った易学）では図書先天の学と呼ばれる図像を用いた象数易が行われたが、これらの易図では陰は黒、陽は白で描かれた。南宋の朱熹は先天図にもとづき「太極→両儀→四象→八卦」の両儀を明確に陰陽と位置づけ、さらに四象を爻を2つ重ねたものとして
- 太陽（老陽）
- 少陰
- 少陽
- 太陰（老陰）

と名づけた。
なおUnicodeにおいて陰陽を表す記号には陰陽魚の太極図（☯）が当てられており、そのコードはU+262f、&#9775;である。また
1. 陽爻（⚊）はU+268A、&#9866;
2. 陰爻（⚋）はU+268B、&#9867;
3. 太陽（⚌）はU+268C、&#9868;
4. 少陰（⚍）はU+268D、&#9869;
5. 少陽（⚎）はU+268E、&#9870;
6. 太陰（⚏）はU+268F、&#9871;

である。

### 『霊宝畢法』における陰陽
初期の内丹経典として知られている『霊宝畢法』は内丹の修練法が書かれている。その前段階に陰陽の気についての記述がみられる。
まず、体内の気の変化を天地自然の陰陽の変化に順応させて、体内の気が交合する環境を整える。その際、人の身体と天地が相似関係にあると考えられている。たとえば、体内の心臓と腎臓は天と地に、体内の陰の気は「液」、陽の気は「気」と呼ぶ。「液」の名の由来は陰が陽に変化し、陽が陰に変化するさまを水蒸気が水に変化し、水が水蒸気に変化するさまに重ねたからだという。
天地自然の陰陽の変化として、一年の季節の変化がある。陰が極まって陽が萌す冬至、次第に陽が伸長していき極まった夏至、そこで陰が萌し、極まって冬至となる。このように自然の変化を陰陽の気の消長変化として捉え、それを人間の体内の「気」と「液」の変化と対応させている。
気が旺盛でないときは二度あり、一つは易の艮卦に象徴される立春、丑寅の刻で、もう一つは易の乾卦に象徴される立冬、戌亥の刻である。
二気を交わらせる段階では、子の刻に心から生じた「液」が下降し、腎の「液」と融合して陰が極まって「気」が生じる。これが「真気」である。午の刻に地にあたる腎から生じた「気」が上昇し、天にあたる心の「気」と融合することで陽が極まり、「液」が生じる。これが「真水」である。この二つが丹の材料となる二気とされている。

## 天地人
三才の思想である。

## 陰陽性質表
|                  | 陰                                 | 陽                                 |
| ---------------- | ---------------------------------- | ---------------------------------- |
| 基本的性質、特性 | 求心力、融合、同化、集合、編成     | 遠心力、分裂、分離、分散、拡散     |
| 密度             | 緻密                               | 希薄                               |
| 外形、形状       | 小さい、収縮性                     | 大きい、膨張性                     |
| 重量             | 軽い                               | 重い                               |
| 位置             | 下、後、外側                       | 上、前、内側                       |
| 部分             | 下部、外部、周辺                   | 上部、内部、中心                   |
| 向き、方向       | 下降、水平                         | 上昇、垂直                         |
| ハングルの母音字 | ㅓ、ㅕ、ㅜ、ㅠ、ㅡ                 | ㅏ、ㅑ、ㅗ、ㅛ、＜ㆍ＞             |
| 高さ             | 低い                               | 高い                               |
| 東西南北天地     | 西、北、地                         | 東、南、天                         |
| 春夏秋冬         | 秋、冬                             | 春、夏                             |
| 色               | 青、黒                             | 赤、白                             |
| 昼夜             | 夜                                 | 昼                                 |
| 天体             | 太陰（月）                         | 太陽（日）                         |
| 光度             | 暗い（晦冥、月光）                 | 明るい（光明、日光）               |
| 温度             | 冷、寒、涼                         | 熱、暑、暖                         |
| 湿度             | 湿潤                               | 乾燥                               |
| 気候風土         | 寒帯気候、湿潤気候                 | 熱帯気候、乾燥帯気候               |
| 天気             | 雨                                 | 晴                                 |
| 素粒子           | 電子                               | 陽子                               |
| 生物特性         | 植物的                             | 動物的                             |
| 状況             | 静                                 | 動                                 |
| 動き、仕事、文化 | 不活発、緩慢、沈滞、心理的、精神的 | 活発、敏速、物理的、社会的、物質的 |
| 感性、態度       | 防御的、消極的                     | 攻撃的、積極的                     |
| 戦闘             | 防御                               | 攻撃                               |
| 武術             | 柔                                 | 剛                                 |
| 感触             | 柔軟                               | 堅硬                               |
| 呼吸             | 吸気                               | 呼気                               |
| 器官構造         | 実質器官、凝縮性                   | 中空器官、膨張性                   |
| 神経             | 末梢神経、副交感神経               | 中枢神経、交感神経                 |
| 補瀉             | 補                                 | 瀉                                 |
| 命               | 死                                 | 生                                 |
| 次元             | 空間                               | 時間                               |
| 性別             | 女性                               | 男性                               |
| 夫婦             | 妻                                 | 夫                                 |
| 親               | 母                                 | 父                                 |
| 兄弟姉妹         | 弟、妹                             | 兄、姉                             |
| 八綱弁証         | 裏証、虚証、寒証                   | 表証、実証、熱証                   |
| 数               | 偶数                               | 奇数                               |
| 数学             | －(負)                             | ＋(正)                             |
| 商売             | 損害                               | 利益                               |
| 人間             | 精神(心)                           | 肉体(体)                           |
| 背腹             | 腹                                 | 背                                 |
| 感情             | 抑制                               | 興奮                               |
| 五臓六腑         | 臓                                 | 腑                                 |
| 人体組織         | 皮膚、骨                           | 筋肉、内臓                         |
| 光闇             | 闇                                 | 光                                 |
| 収穫             | 凶荒                               | 豊穣                               |
| 十干             | 乙、丁、己、辛、癸                 | 甲、丙、戊、庚、壬                 |
| 十二支           | 丑、卯、巳、未、酉、亥             | 子、寅、辰、午、申、戌             |
| 十二律           | 大呂、夾鐘、仲呂、林鐘、南呂、応鐘 | 黄鐘、太簇、姑洗、蕤賓、夷則、無射 |

## 様々な「陰陽」の語の使用例
- 日本の中国地方の別称である「山陰山陽地方」を略して、「陰陽」と呼称する。陰陽連絡路線、陰陽選抜大会、陰陽ダービーなどの用例がある。
- 中国語では西洋の言語における女性名詞・男性名詞をそれぞれ「陰性名詞」「陽性名詞」と呼ぶ。
- 女性・男性もそれぞれ「陰」「陽」とされるが、性器などではっきりと女と男を区別できない状態は半陰陽と呼ばれる。

## 関連項目

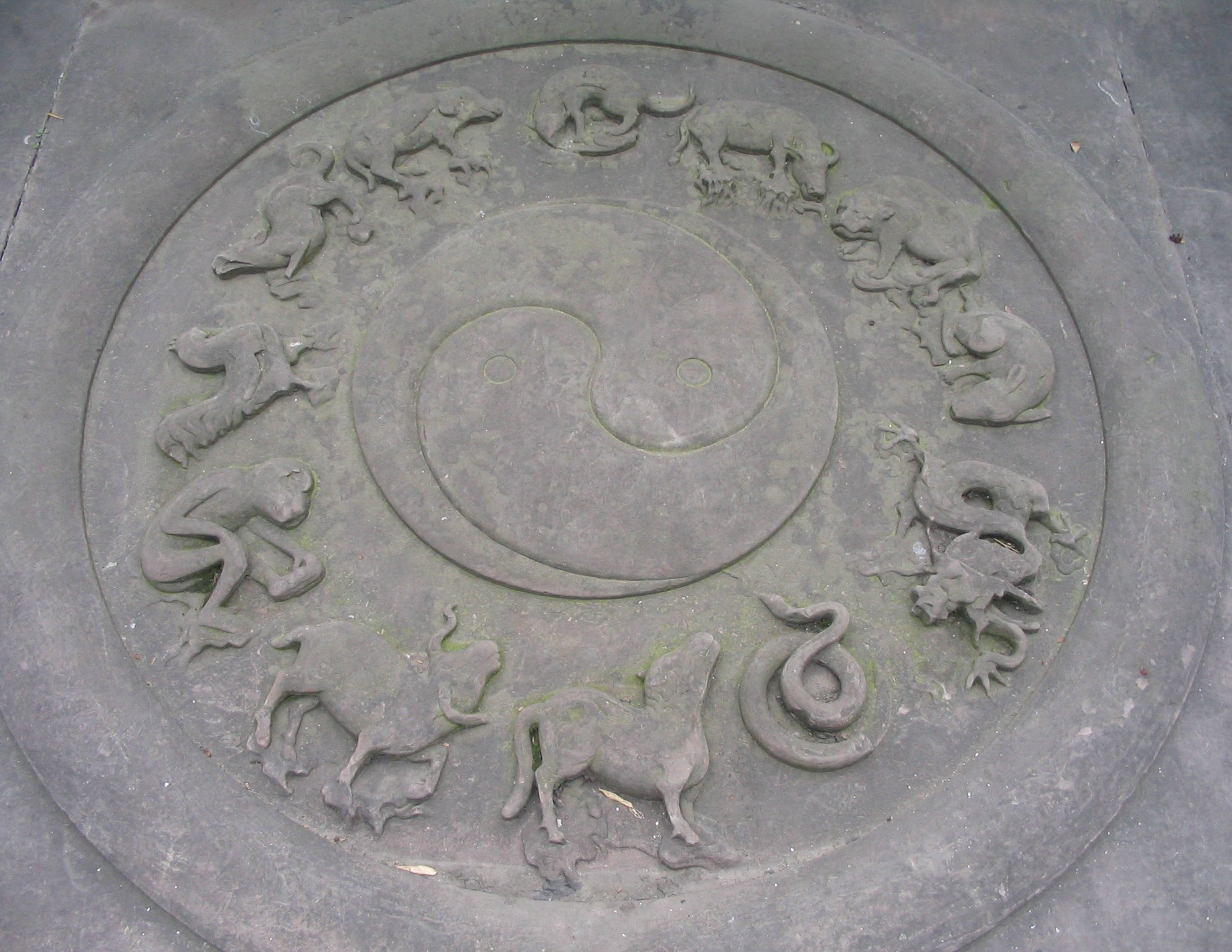
陰陽と十二支の彫刻